# Tlogorejo (Kepoh Baru)
Tlogorejo is een bestuurslaag in het regentschap Bojonegoro van de provincie Oost-Java, Indonesië. Tlogorejo telt 1955 inwoners (volkstelling 2010).